# James Gibson (político irlandês)
James Gibson foi um político irlandês e membro do parlamento do Reino Unido.
Gibson nasceu no condado de Antrim e foi educado no Trinity College, em Dublin. Ele foi admitido na Ordem dos Advogados da Irlanda em 1828 e tornou-se um QC e, posteriormente, Juiz do Tribunal do Condado de Donegal. Ele foi eleito MP por Belfast em 1837. Ele foi também um dos curadores do Magee College, Derry. Morreu em 5 de fevereiro de 1880.